# Zeitschrift für Chinesisches Recht
Die Zeitschrift für Chinesisches Recht (ZChinR, Journal of Chinese Law) ist eine deutsche juristische Fachzeitschrift über chinesisches Recht.

## Herausgeber
Herausgeber der Zeitschrift ist die im Sommer 1986 gegründete Deutsch-Chinesische Juristenvereinigung e. V. (DCJV, German-Chinese Jurists’ Association) in Verbindung mit dem Deutsch-Chinesischen Institut für Rechtswissenschaft der Universitäten Göttingen und Nanjing sowie dem Max-Planck-Institut für ausländisches und internationales Privatrecht in Hamburg. Die redaktionelle Betreuung erfolgt weiterhin in Nanjing.

## Profil
Die ZChinR enthält wissenschaftliche Aufsätze sowie Informationen, Dokumentationen und Berichte, die den gegenwärtigen Diskussionsstand in China widerspiegeln. Im Archiv kann man den Inhalt der älteren Ausgaben der ZChinR einsehen und hat dort auch die Möglichkeit, diese Ausgaben als PDF-Datei im Volltext herunterzuladen.

## Geschichte
1994 begann die Vereinigung DCJV in Zusammenarbeit mit dem Deutsch–Chinesischen Institut für Rechtswissenschaft der Georg-August-Universität Göttingen und der Universität Nanjing mit der Herausgabe eines Newsletters, der vierteljährlich über die jüngsten Rechtsentwicklungen in der Volksrepublik China informierte.
2004 wurde der Newsletter durch die Zeitschrift für Chinesisches Recht (ZChinR) ersetzt.